# Yes, Your Grace
Yes, Your Grace – komputerowa gra strategiczna stworzona przez studio Brave At Night i wydana przez No More Robots na platformach Windows, macOS, Linux, Nintendo Switch, Xbox One oraz Xbox Series X/S. Premiera odbyła się 6 marca 2020 roku.
Gra opowiada o królu Eryku, władcy małego królestwa Davern. Eryk w obawie przed najechaniem królestwa przez barbarzyński lud, zawiera sojusz z władcą sąsiedniego państwa. Sojusz przypieczętowany zostaje ślubem córki Eryka i księcia Ivo, jednakże król sojuszniczego państwa zostaje otruty. Nowy król Ivo decyduje się nie udzielać wsparcia Davern, dopóki Eryk nie rozwiąże sprawy morderstwa.
Yes, Your Grace zebrało pozytywne recenzje, zdobywając uznanie za swoją historię, postacie, dialogi i styl wizualny. Jednak liniowość rozgrywki była przedmiotem krytyki. W ciągu pierwszych dwóch dni od premiery gra zarobiła na platformie Steam 600 tysięcy dolarów.

## Rozgrywka
Yes, Your Grace stanowi połączenie gatunków gry strategicznej, cRPG oraz przygodowej. Grafika wykonana została w stylu pixel art. Gracz wciela się w Eryka, średniowiecznego władcę królestwa Davern. Eryk codziennie przyjmuje audiencje, wysłuchując próśb poddanych, lordów, kupców i najemników. Zadaniem gracza jest spełnianie próśb petentów, zważając na ilość złota w skarbcu, zapasy, zadowolenie społeczne i dostępność wynajmowanych generałów. Od decyzji gracza zależą relacje z rodziną, postęp prowadzonego w międzyczasie śledztwa, przygotowanie do bitwy i jej przebieg.

## Fabuła
Król Eryk zarządza królestwem Davern wraz ze swoją małżonką Aurelią i córkami Lorsulią, Asalią i Cedanią. Eryk nie jest w stanie spłodzić syna, przez co sukcesja tronu jest zagrożona. Ponadto wódz Beyran z sąsiedniego barbarzyńskiego ludu Radovii grozi inwazją na Davern, jeśli Eryk nie pozwoli mu poślubić Lorsulii. Zdesperowany Eryk organizuje małżeństwo Lorsulii z księciem Ivo z Atany, dużego i bogatego królestwa, które jest w stanie pokonać Radovie. Ivo i jego ojciec, król Talys, przybywają do Davern na wesele, ale Talys zostaje otruty i umiera. Ivo oskarża Eryka o morderstwo i grozi wypowiedzeniem wojny, zmuszając go do znalezienia mordercy. Jeśli Eryk udowodni winę prawdziwego zabójcy, sojusz zostanie utrzymany, a Ivo pomoże w walce z Radovią.
Eryk w pełni nie ufa Ivo. Postanawia zdobyć zaufanie swoich lordów i zapewnić sobie ich wsparcie, przy okazji szukając wśród nich mordercy Talysa. Po przybyciu armii Radowian Eryk zbiera wszystkie siły, jakie udało mu się zorganizować, i rozpoczyna bitwę. W jej trakcie obiecane przez Atanę posiłki nie przybywają. Bitwa ostatecznie kończy się zwycięstwem Davern, gdy przypadkowa lawina miażdży wojska Radowian. Siły Eryka ponoszą ciężkie straty, a jego szlachta wycofuje się z zawartego sojuszu.
Ivo wykorzystuje lawinę jako pretekst, by oskarżyć Eryka o uprawianie czarów i spalić Lorsulię na stosie. Zapowiada również wysłanie swej armii do zniszczenia Davern. Eryk zmuszony jest zwrócić się o wsparcie do innych królów z sąsiednich krajów. Tymczasem Beyran i pozostali przy życiu Radowianie przybywają do Davern. Eryk może zdecydować, czy skazać Beyrana i Radowian na śmierć, czy oszczędzić ich i pozwolić osiedlić się w Davern. Eryk może również zdecydować się na przeprowadzenie magicznego rytuału, by kolejnym dzieckiem jego i Aureli był chłopiec. Jeśli rytuał zostanie wykonany nieprawidłowo Aurelia i dziecko mogą umrzeć.
Ivo prowadzi swoją armię na Davern i oblega zamek Eryka. W zależności od tego, jak dobre Eryk poczynił przygotowania, jego wojska mogą ponieść lekkie lub ciężkie straty, a jego rodzina może zginąć w trakcie oblężenia. Najazd zostaje przerwany przez sojuszniczych królów, a Ivo zostaje schwytany. Eryk uświadamia sobie, że to Ivo otruł Talysa na weselu. Ivo planował otruć Eryka, jednak przypadkiem Cedania zamieniła kielichy, w wyniku czego to Talys wypił truciznę. Eryk może zadecydować, czy zabić, czy uwięzić Ivo.

## Produkcja
Yes, Your Grace to pierwsza gra polsko-brytyjskiego studia Brave At Night. Projektantem, artystą, programistą i scenarzystą był polski programista Rafał Bryks. Produkcją i zarysem historii zajęła się Alina Cebula. Wśród twórców byli m.in. programista Steven Puerto-Simmons, adiustator Luke Ashcroft i kompozytor Filipe Alves. Rozwój Yes, Your Grace rozpoczął się od projektu uniwersyteckiego Bryksa. Gra pierwotnie była wzorowana na słowiańskim folklorze oraz grach Papers, Please (2013) i Crusader Kings II (2012). Z początku fabuła miała być inspirowana Wielkim głodem, a jej rozwój grami z serii Dark Souls, jednakże wraz z rozwojem projektu z pomysłu zrezygnowano. Produkcja gry rozpoczęła się od udanej kampanii na Kickstarterze, która trwała od 24 listopada do 24 grudnia 2014 roku. W grudniu 2014 roku Yes, Your Grace zostało wybrane przez użytkowników programu Steam Greenlight.
20 lipca 2015 roku studio wykonało wersję demonstracyjną gry i rozesłało wspierającym projektu. 3 listopada 2015 roku Puerto-Simmons opuścił studio, chcąc skupić się na zdobyciu stopnia naukowego, tym samym pozostawiając studio bez programisty. 24 marca 2016 roku Brave At Night ogłosiło współpracę z wydawcą One More Level, który przydzielił brakującego programistę. Jednakże po miesiącu programista opuścił studio. Mimo wielokrotnych próśb twórców o przydzielenie kolejnego, wydawca nie zajął się sprawą. Pod koniec 2016 roku Bryks rozpoczął samodzielną naukę programowania, by móc kontynuować projekt. W 2017 roku studio próbowało rozwiązać umowę z wydawcą, jednakże sprawa ciągnęła się do końca 2018 roku. W międzyczasie studio rozpoczęło współpracę z wydawcą No More Robots. Nowy wydawca przekonał studio do zmiany silnika gry z AGS na Unity, by ta była możliwa do przeniesienia na konsolę Nintendo Switch. 2 października 2019 roku No More Robots na swoim kanale YouTube opublikowało trailer Yes, Your Grace. Użyto w nim utworów polskiego zespołu folk metalowego, Merkfolk. Otworzono również stronę gry w serwisie Steam.
W trakcie targów EGX, które trwały od 17 do 20 października 2019 roku, studio pokazało nowe demo gry. 15 listopada 2019 roku studio opublikowało wersję beta gry. 12 lutego 2020 roku studio zapowiedziało premierę Yes, Your Grace na 6 marca tego samego roku. Po trzech miesiącach studio zapowiedziało premierę portu na Xbox One i Nintendo Switch, która miała się odbyć 26 czerwca 2020 roku. Zarówno premiera gry, jak i portów odbyła się bez opóźnień. Dodatkowo 10 listopada 2020 wydano wersję na konsolę Xbox Series X/S. Prace nad grą trwały pięć lat, przy czym powstawała ona na przemian w Polsce i w Wielkiej Brytanii.

## Odbiór
Yes, Your Grace spotkał się z pozytywnym odbiorem recenzentów, uzyskując w wersji na Windows średnią z 26 ocen wynoszącą 75% według agregatora Metacritic.
Malindy Hetfeld z portalu Eurogamer porównywała Yes, Your Grace na niekorzyść z innymi symulatorami podejmowania trudnych decyzji, takimi jak Frostpunk i The Banner Saga. Hetfeld stwierdziła, że do bohaterów gry trudno poczuć szczególną sympatię, a konieczność administrowania królestwem nie jest angażująca. Hetfeld natomiast chwaliła bitewne fragmenty gry oraz dopracowaną oprawę graficzną w stylu pixel art. Kimberley Wallace z magazynu Game Informer przekonywała, że choć wybory w grze nie są czarno-białe, nie mają większego wpływu na uniknięcie negatywnego zakończenia, a rozgrywka jest powtarzalna. Zdaniem Luke’a Kempa z PC Gamera, mimo bardzo dobrego scenariusza, atmosferę gry „burzą mało subtelne poradniki i podpowiedzi od doradcy, a przy jednej okazji niezręczne nawiązanie do Hypnospace Outlaw”. Bardziej pochlebną opinię grze wystawił Adam Berlik z portalu gram.pl, uznając Yes, Your Grace za „jednego z najlepszych »indyków«, jakie kiedykolwiek powstały ze świetną oprawą graficzną i – serio – wpadającym w ucho soundtrackiem”.